# Chris Cross (musicien)
Pour les articles homonymes, voir Cross.
Chris Cross, de son vrai nom Christopher Allen, est un musicien britannique né le 14 juillet 1952 dans le quartier de Tottenham à Londres, Angleterre et mort le 25 mars 2024. Il joue principalement de la basse mais aussi des synthétiseurs. Il est essentiellement connu en tant que membre du groupe de new wave Ultravox.

## Biographie
Christopher Allen étudie l'art et la psychologie. Il joue dans un groupe nommé Stoned Rose avant de rejoindre Dennis Leigh (alias John Foxx) et Stevie Shears (en) pour former Tiger Lily en 1973. La formation, complétée par les arrivées de Billy Currie et de Warren Cann, changera son nom en Ultravox en 1976.
Christopher Allen choisit tout d'abord comme nom de scène Chris St. John, durant la période Tiger Lily, avant de se faire appeler Chris Cross.
Chris Cross participe à tous les enregistrements d'Ultravox jusqu'à la séparation du groupe en 1988. Il se retire alors du monde de la musique pour exercer le métier de psychothérapeute.
Lorsque Billy Currie reforme Ultravox en 1992, il ne fait pas partie de l'aventure. En revanche, il est présent en 2008 aux côtés de Midge Ure, Warren Cann et Billy Currie pour relancer le groupe dont il est toujours membre à l'heure actuelle.
Parallèlement à Ultravox, Chris Cross a participé à l'écriture de chansons pour le groupe glam rock Hello (band) (en) où jouait son frère Jeff Allen dans les années 1970.
En 1983, il a composé avec Midge Ure la musique de The Bloodied Sword, un album de spoken word de Maxwell Langdown. 